# Psalms
Psalms es el primer álbum de estudio de la banda estadounidense de deathcore Lorna Shore. Fue lanzado el 9 de junio de 2015 a través de Density Records, su único álbum con el sello, y fue producido por Will Putney.

## Recepción
El álbum recibió críticas mayoritariamente positivas. KillYourStereo le dio una calificación de 3 sobre 5 y comentó: «Sería exagerado decir que Psalms de Lorna Shore es un mal álbum. Todos los elementos exitosos de un álbum de deathcore están presentes y están ejecutados con maestría. Desafortunadamente, la abundancia de breakdowns que aparecen literalmente detiene el álbum. Con material de Aversions Crown y Black Tongue que logra mostrar nuevos elementos del género, es una pena que Lorna Shore no haya aportado nada nuevo». New Noise le dio al álbum una reseña positiva, pero declaró: «Así es como se sienten la mayoría de estos temas. Si eliminaras los breakdowns, o al menos minimizaras su duración, te quedarías con una de las mejores bandas de deathcore, si no la mejor. Lorna Shore no solo es técnicamente impresionante; intenta escribir canciones buenas y con sentido. Sin embargo, cuando introduces uno o más cambios drásticos y desafortunados en el sonido de una canción (es decir, breakdowns), no eres un gran compositor. Si Lorna Shore logra reforzar aún más lo que los hace grandes (la atmósfera aterradora, la habilidad musical), entonces el deathcore podría tener una nueva estrella. Tal como está, este es o un álbum maravillosamente competente y lleno de breakdowns o una decepción por lo que podría haber sido».
New Transcendence elogió el álbum diciendo: «Lorna Shore ha creado una lección escabrosa y repugnante de música heavy lacerante de la que bandas de todos los estilos y géneros podrían aprender. Con una atmósfera y una melodía suficientes para apaciguar a los fans del melo-death y el sludge, pero con una fuerza cruda y despiadada para quienes planean convertir la sala de estar de sus padres en un pogo, Psalms es puro castigo y agresión infernal de la que ninguna oración ni persona en el cielo puede salvar al oyente, es decir, si es que siquiera quiere ser salvado».
La crítica de V13.net, Daniella Kohan, declaró en una reseña sin calificación del álbum: «Lorna Shore de Nueva Jersey no es una banda para cardíacos, y su primer álbum Psalms sigue esa misma línea. Su estilo único, que rompe con los géneros, de deathcore técnico ennegrecido realmente brilla en este álbum, manteniendo la consistencia y una disposición arrolladora para los breakdowns lentos y chugosos».

## Lista de canciones
| N.º | Título                 | Duración |  |
| 1.  | «Grimoire»             | 4:50     |  |
| 2.  | «Harvest Realms»       | 3:32     |  |
| 3.  | «Throne of Worms»      | 4:07     |  |
| 4.  | «White Noise»          | 4:13     |  |
| 5.  | «From the Pale Mist»   | 3:53     |  |
| 6.  | «Infernal Haunting»    | 3:44     |  |
| 7.  | «Death Gowns»          | 3:19     |  |
| 8.  | «Wretching in Torment» | 3:33     |  |
| 9.  | «Traces of Supremacy»  | 3:28     |  |
| 10. | «Eternally Oblivion»   | 5:15     |  |

## Posicionamiento en lista
| Lista (2015)                            | Posición |
| --------------------------------------- | -------- |
| Estados Unidos (Top Heatseekers Albums) | 23       |

## Personal
Lorna Shore
- Tom Barber – voz
- Adam De Micco – guitarra principal
- Connor Deffley – guitarra rítmica
- Gary Herrera – bajo
- Austin Archey – batería